# Gran Premi del Canadà del 1978
Resultats del Gran Premi del Canadà de Fórmula 1 de la temporada 1978, disputat al circuit urbà de Gilles Villeneuve a Mont-real el 8 d'octubre del 1978.

## Resultats de la cursa
| Pos | No | Pilot                 | Equip                | Voltes | Temps/ Retir.            | Pos. de sort. | Punts |
| --- | -- | --------------------- | -------------------- | ------ | ------------------------ | ------------- | ----- |
| 1   | 12 | Gilles Villeneuve     | Ferrari              | 70     | 1h 57' 49. 196           | 3             | 9     |
| 2   | 20 | Jody Scheckter        | Wolf - Ford          | 70     | + 13.372 s               | 2             | 6     |
| 3   | 11 | Carlos Reutemann      | Ferrari              | 70     | + 19.408 s               | 11            | 4     |
| 4   | 35 | Riccardo Patrese      | Arrows - Ford        | 70     | + 24.667 s               | 12            | 3     |
| 5   | 4  | Patrick Depailler     | Tyrrell - Ford       | 70     | + 28.558 s               | 13            | 2     |
| 6   | 22 | Derek Daly            | Ensign - Ford        | 70     | + 54.476 s               | 15            | 1     |
| 7   | 3  | Didier Pironi         | Tyrrell - Ford       | 70     | + 1' 21.250 m.           | 18            |       |
| 8   | 8  | Patrick Tambay        | McLaren - Ford       | 70     | + 1' 26.560 m.           | 17            |       |
| 9   | 27 | Alan Jones            | Williams - Ford      | 70     | + 1' 28.942 m.           | 5             |       |
| 10  | 5  | Mario Andretti        | Lotus - Ford         | 69     | + 1 Volta                | 9             |       |
| 11  | 66 | Nelson Piquet         | Brabham - Alfa Romeo | 69     | + 1 Volta                | 14            |       |
| 12  | 15 | Jean-Pierre Jabouille | Renault              | 65     | + 5 Voltes               | 22            |       |
| NC  | 10 | Keke Rosberg          | ATS - Ford           | 58     | + 12 Voltes              | 21            |       |
| Ret | 26 | Jacques Laffite       | Ligier - Matra       | 52     | Transmissió              | 10            |       |
| Ret | 7  | James Hunt            | McLaren - Ford       | 51     | Virolla                  | 19            |       |
| Ret | 55 | Jean-Pierre Jarier    | Lotus - Ford         | 49     | Pèrdua d'oli             | 1             |       |
| Ret | 31 | René Arnoux           | Surtees - Ford       | 37     | Motor                    | 16            |       |
| Ret | 21 | Bobby Rahal           | Wolf - Ford          | 16     | Prob. amb el combudtible | 20            |       |
| Ret | 2  | John Marshall Watson  | Brabham - Alfa Romeo | 8      | Accident                 | 4             |       |
| Ret | 1  | Niki Lauda            | Brabham - Alfa Romeo | 5      | Frens                    | 7             |       |
| Ret | 16 | Hans Joachim Stuck    | Shadow - Ford        | 1      | Accident                 | 8             |       |
| Ret | 14 | Emerson Fittipaldi    | Fittipaldi - Ford    | 0      | Accident                 | 6             |       |
| NVQ | 17 | Clay Regazzoni        | Shadow - Ford        |        |                          |               |       |
| NVQ | 19 | Beppe Gabbiani        | Surtees - Ford       |        |                          |               |       |
| NVQ | 37 | Arturo Merzario       | Merzario - Ford      |        |                          |               |       |
| NVQ | 25 | Hector Rebaque        | Lotus - Ford         |        |                          |               |       |
| NVQ | 36 | Rolf Stommelen        | Arrows - Ford        |        |                          |               |       |
| NVQ | 9  | Michael Bleekemolen   | ATS - Ford           |        |                          |               |       |

## Altres
- Pole: Jean-Pierre Jarier 1' 38. 015
- Volta ràpida: Alan Jones 1' 38 .072 (a la volta 70)